# W45 (核弾頭)
W45はアメリカ合衆国が開発した核弾頭。1960年代に開発が行われ、1962年より生産が開始された。部隊配備は1988年まで行われている。
外形は円筒状であり、直径292mm、長さ686mm、重量68kgである。核分裂弾頭であり、核出力はサブタイプによっても異なるが0.5、1、5、8、10、15キロトンから選択できる。信管は空中爆発や触発、遅延爆発など各種に対応している。総生産数は1,700発。ローレンス・リバモア国立研究所の前身のカリフォルニア大学ローレンス研究所で開発された。セカンダリーは無いが、共通核分裂プライマリーのロビン・プライマリー(Robin primary)を用いている。

## 使用ミサイル
- リトル・ジョン地対地ミサイル
- テリア艦対空ミサイル
- 中型核爆破資材(MADM)
- AGM-12 ブルパップ空対地ミサイル